# Власов Сергій Опанасович
Сергій Опанасович Власов (нар. 7 липня 1958, Абакан, Хакаськая автономна область, Красноярський край, РРФСР, СРСР) — радянський і російський актор театру і кіно, Заслужений артист Російської Федерації (1993).

## Біографія
Народився в місті Абакан Хакаської автономної області Красноярського краю. У 1965—1967 роках вступив і навчався в школі № 19 м. Абакана. У 1979 році закінчив Ленінградський державний інститут театру, музики і кінематографії (клас Аркадія Кацмана, старший викладач Лев Додін). Співавтор і виконавець разом зі своїми однокурсниками гучних легендарних вистав Навчального театру на Моховій — «Брати і сестри» (1978) за романами Федора Абрамова, «Безплідні зусилля любові» (1979) Шекспіра, «Якби… якби» (1978), «Двадцять нас» (1979).
У 1979—1980 роках проходив службу в лавах Радянської Армії, в складі агітаційно-мистецького загону «політбоєць».
З 1981 року — актор Ленінградського (нині — Санкт-Петербурзького) Малого драматичного театру — Театру Європи.
Заслужений артист Росії (1993). Лауреат Державної премії РФ в області мистецтва і літератури за 2002 рік.
Театральні роботи:
Малий драматичний театр-Театр Європи:
- «Панове офіцери» за Купріним — Підпоручик Ромашов (постановка Падве)
- «Інцидент» Бауера — Телінджер (пост. Падве)
- «Фієста» Хемінгуея, — Омре і гарсон (пост. Падве)
- «Брати і сестри» Ф. Абрамова — Егорша (пост. Л. Додін)
- «Біси» Ф. М. Достоєвського — Шатов (пост. Л. Додін)
- «Повелитель Мух» Голдінга -Ерік; Джек (з 1996) (пост. Додін)
- «Муму» І. С. Тургенєва — Мужик (пост. В. Фільштинський)
- «Попелюшка» Ш. Перро — Принц
- «Вишневий сад» А. П. Чехова — Яша
- «Поспішаючі мандрівники» А. Казанцева — Роман (реж. В. Туманов)
- «Зимова казка» В. Шекспіра — Автолик (пост. Д. Доннеллан)
- «Зоряний хлопчик» О. Вайльда — Другий лісоруб (реж. Г. Дитятковський)
- «Московський хор» Л. Петрушевської — Саша (реж. І. Коняєв)
- «Король Лір» В. Шекспіра — Герцог Корнуолл і Граф Кент (пост. Л. Додін)
- «Три сестри» А. П. Чехова — Федір Кулигін

В інших театрах і компаніях:
- 2001 «Танець смерті» Стріндберга (обидві частини п'єси) - Курт (пост. Іванов і Прикотенко)
- 2001 «Доктор Чехов» Івана Латишева- Антон Чехов (пост. Латишев і Козлов)
- 2018 «Людина з Подольська» Дмитра Данилова — Перший поліцейський (пост. Бичков)

## Фільмографія
- 1980 — Рафферті — Едді, син Джона Рафферті
- 1981 — Други ігрищ та забав — Костя, син Худякова
- 1982 — Тарантул
- 1983 — Я тебе ніколи не забуду — офіцер з гармошкою
- 1985 — У глушині, що стріляє
- 1985 — Кримінальний талант
- 1985 — Переступити межу — Льоша Сажин, син слідчого
- 1987 — Золоте весілля
- 1987 — Холодне літо п'ятдесят третього. . . — Вітьок, бандит
- 1988 — Будні та свята Серафими Глюкиної — хокейний уболівальник на вулиці біля телевізора
- 1988 — Небезпечна людина — бюрократ, бородань, який грав у настільний теніс
- 1989 — То чоловік, то жінка — Віктор, чоловік Олени, дочки актриси Наді
- 1991 — Без правосуддя
- 1996 — Полуничка (16-а серія «Я пам'ятаю чудну мить») — мужик
- 1996 — Сильна, як смерть, любов — оперуповноважений
- 1998 — Забуте танго
- 1998 — Вулиці розбитих ліхтарів (12-а серія «Підставка») — Сергій Сергійович Гуня — «Гуня»
- 2000 — 2004 — Вовочка — професор стоматології
- 2001 — Перше травня
- 2002 — 2003 — Забійна сила 4 (фільм 6 «Принцип провини») — Корнілов
- 2003 — Агент національної безпеки-4 (39-40 серії «Королева мечів») — Джон Дьорбін, американський агент
- 2003 — Бандитський Петербург. Фільм 4. Арештант (3-6 серії) — Валентин Кравцов
- 2003 — Бандитський Петербург. Фільм 6. Журналіст (2-3 серії) — Валентин Кравцов
- 2004 — 72 метри — офіцер військово-морського флоту РФ
- 2004 — Гра on-line — доктор
- 2004 — Втратили сонце — Артур Геннадійович Вишегородський
- 2004 — Сестри — Вадим, чоловік Алли
- 2004 — Вулиці розбитих ліхтарів. Менти-6 (17 серія «Ігри для дорослих») — Буров
- 2005 — Панове присяжні — Анатолій Коні
- 2005 — Принцеса і жебрак — Смичков, підполковник
- 2006 — Перше правило королеви — Олександр Петрович Ястребов, великий бізнесмен
- 2007 — На шляху до серця — Мясожніков
- 2007 — Бурштиновий барон — письменник Федоров
- 2008 — Адмірал — співробітник політради
- 2008 — Біси — Шатов Іван Павлович
- 2008 — Даішники (фільм № 4 «Аварія») — Петро Островський, батько Насті
- 2008 — 2011 — Дорожній патруль — Саша Мартинов
- 2008 — Каменська 5 (фільм 3 «Виють пси самотності») — санітар психлікарні, (фільм 5 «Співавтори») — Єгор Віталійович Сафронов
- 2008 — Ливарний, 4 (6 серія «Календар смерті») — Андрій Валерійович Саранцев, сходознавець, власник центру єдиноборств
- 2008 — Підприємець — Рамунас Аксас, президент Литви
- 2009 — Адмірал — капітан Нестеров, представник Политцентра
- 2009 — Десантура (7-в серія) — особист з Москви
- 2009 — Коли розтанув сніг — Дмитро Васильович Давидов, білоемігрант
- 2009 — Любов під грифом «Цілком таємно» -3 — генерал
- 2009 — Московський хор — Саша, син
- 2010 — Людина біля вікна — майор міліції
- 2010 — Прощай, «макаров»! — Валентин Шепелєв, полковник ФСБ
- 2011 — Літо вовків (Краплі крові на квітучому вересі) — Горілий-Сапсанюк, ватажок банди, колишній поліцай
- 2011 — Маяковський. Два дня — Франц Шехтель
- 2011 — Термінал — Ілля Петрович Давидов, полковник
- 2012 — Мандри Синдбада (фільм 2 «Шлях на захід») — Цезар
- 2013 — Хлопчики — каптрі Слава
- 2014 — Внутрішнє розслідування — Геннадій Денисович Щука, полковник поліції, начальник УСБ
- 2014 — Серце ангела — Микола Вікторович Кольцов
- 2019 — Союз порятунку — Іван Дибич

## Озвучування фільмів
- 1984 — Філадельфійський експеримент (США) — Джим Паркер (роль Боббі Ді Чікко)
- 1984 — Ва-банк 2 (Польща)
- 1985 — Бирюзовое намисто (Румунія)
- 1985 — Срібна маска (Румунія)
- 1986 — Коротке замикання (США)
- 2004 — Подорож по Індії
- 2004 — Скарб нації (США) — Ян Хау (роль Шона Біна)